# Salvelinus agassizii
Espèce
Statut de conservation UICN

 EX  : Éteint
Salvelinus agassizii, communément appelé la Truite argentée, est une espèce de poissons osseux de la famille des salmonidés. 
Cette espèce est aujourd'hui éteinte. Ce poisson vivait en eau douce.
La Truite argentée a été vue pour la dernière fois à Dublin Pond (en) au New Hampshire en 1930.